# ۴۸۸ (قمری)
۴۸۸ (قمری)، چهارصد و هشتاد و هشتمین سال در گاهشماری هجری قمری است. اول محرم این سال برابر با هفدهم ژانویه سال ۱۰۹۵ میلادی است.